# Ámárhyrna
Ámárhyrna är en bergstopp i republiken Island. Den ligger i regionen Norðurland eystra, 250 km nordost om huvudstaden Reykjavík. Toppen på Ámárhyrna är 618 meter över havet.
Runt Ámárhyrna är det mycket glesbefolkat, med 7 invånare per kvadratkilometer. Närmaste större samhälle är Dalvík, omkring 19 kilometer sydost om Ámárhyrna. Trakten runt Ámárhyrna består i huvudsak av gräsmarker.